# Байрин-Цзоци
Байрин-Цзоци (кит. упр. 巴林左旗, пиньинь Bālín Zuǒ qí) — хошун городского округа Чифэн Автономного района Внутренняя Монголия (КНР). Название хошуна в переводе означает «Левое знамя байринов».

## История
В XII веке в этих местах располагалась Верхняя столица киданьской империи Ляо.
Когда в первой половине XVII века чахарские монголы покорились маньчжурам, то последние ввели среди монголов свою восьмизнамённую систему, и местные монголы в 1648 году были объединены в два «знамени» (по-монгольски — хошуна): Байрин-Цзоици (巴林左翼旗, «Знамя байринов левого крыла») и Байрин-Юици (巴林右翼旗, «Знамя байринов правого крыла»).
После образования Китайской республики хошун вошёл в состав провинции Жэхэ. Для администрирования оседлого китайского населения на этих землях в 1932 году был создан уезд Линьдун (林东县); администрирование кочевого монгольского населения по-прежнему осуществлялось через традиционные структуры. В 1933 году провинция была захвачена японцами, которые передали её марионеточному государству Маньчжоу-го; уезд Линьдун был при этом ликвидирован. В 1942 году власти Маньчжоу-го перевели эти земли в состав провинции Хинган.
После Второй мировой войны эти места стали ареной противоборства КПК и Гоминьдана, а в 1949 году хошун вошёл в состав аймака Джу-Уд (昭乌达盟) Автономного района Внутренняя Монголия, получив при этом современное название. В 1969 году он вместе с аймаком перешёл в состав провинции Ляонин, в 1979 году возвращён в состав Внутренней Монголии. В 1983 году аймак был преобразован в городской округ Чифэн.

## Административное деление
Хошун Байрин-Цзоци делится на 2 уличных комитета, 7 посёлков, 2 волости и 2 сомона.